# 印度赤鮨
印度赤鮨為輻鰭魚綱鱸形目鱸亞目鮨科赤鮨属的其中一種，分布於印度洋的印度馬德拉斯海域，棲息深度179-187公尺，體長可達66公分，為底棲性魚類，屬肉食性，生活習性不明。